# Bouvardia xylosteoides
Bouvardia xylosteoides är en måreväxtart som beskrevs av William Jackson Hooker och George Arnott Walker Arnott. Bouvardia xylosteoides ingår i släktet Bouvardia och familjen måreväxter. Inga underarter finns listade i Catalogue of Life.